# 16578 Ессджейсс
16578 Ессджейсс (16578 Essjayess) — астероїд головного поясу, відкритий 29 березня 1992 року.
Тіссеранів параметр щодо Юпітера — 3,490.